# Фламандская опера

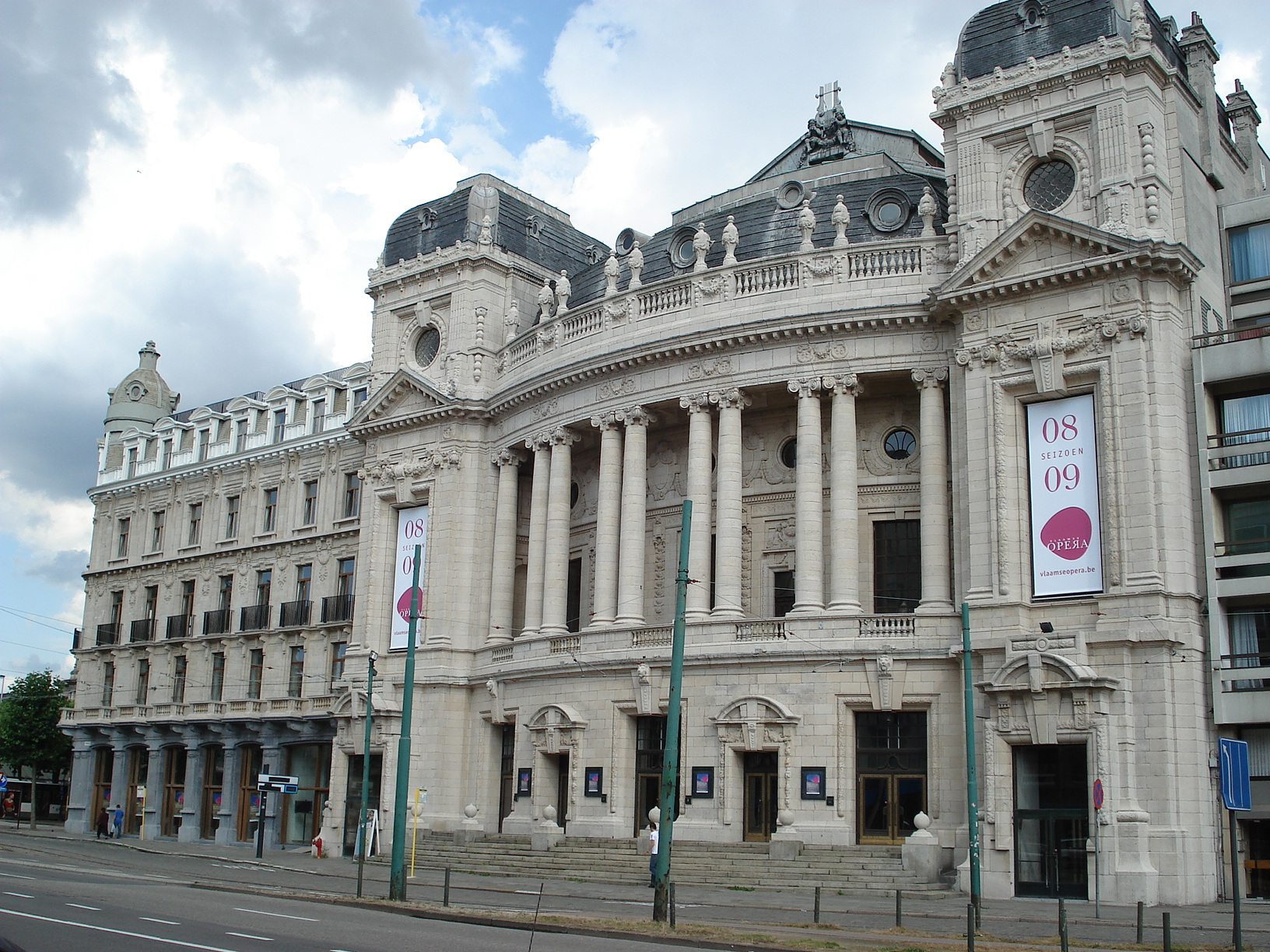
Здание Фламандской оперы в Антверпене

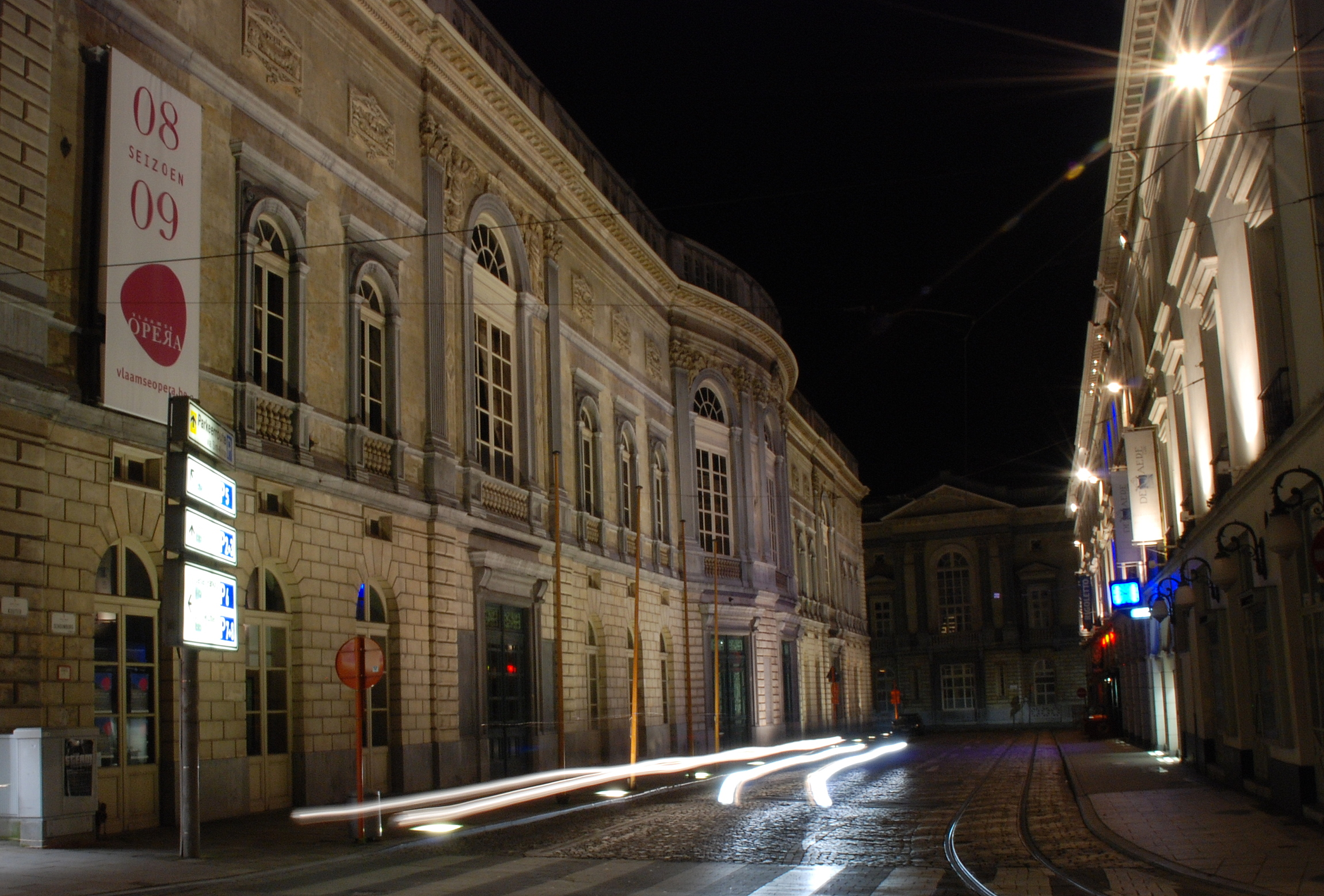
Здание Фламандской оперы в Генте

Фламандская опера (нидерл. Vlaamse Opera) — некоммерческая организация, занимающаяся организацией оперных представлений и концертов в Антверпене и Генте. В сегодняшней форме Фламандская опера возникла в 2008 году после слияния опер в Антверпене и Генте и последовавшей за ним череды реорганизаций. С января 2009 года во главе Фламандской оперы стоит швейцарский певец и оперный директор Авиэль Кан.